# Pavle Bastajić
Pavle Bastajić - Paja (Prkos Lasinjski, 1890. május 12. – Jasenovaci koncentrációs tábor, 1941. augusztus) jugoszláv forradalmár, kommunista aktivista és a nagy tisztogatások idején szovjet hóhér volt. Résztvevője volt a zágrábi egyetem forradalmi diákmozgalmának és Slavko Cuvaj bán elleni 1912-es sikertelen gyilkossági kísérletnek. A balkáni háborúkban a szerb hadsereg önkéntese és az első világháborúban, majd az 1920-as évek közepétől a Komintern hírszerző hálózatának és a szovjet hírszerzésnek a munkatársa volt.

## Élete
1890. május 12-én született a Károlyváros melletti Prkos faluban. Egy másik változat szerint a Topuszka melletti Pernában született. Nemzetisége szerint szerb volt.  A karlócai ortodox szemináriumban tanult. Középiskolásként Karlócára járt, ahol befogadta S. Marković, V. Pelagić és az orosz forradalmi demokraták eszméit. Ezután jogot tanult Zágrábban.
Fiatal kora óta Bogdan Žerajićtyal, Vladimir Gaćinovićtyal és Mustafa Golubićtyal együtt az ausztria-magyarországi forradalmi jugoszláv ifjúsági mozgalom tagja volt. A forradalmi csoport többi tagjával együtt részt vett Cuvaj bán 1912-es meggyilkolásának előkészítésében. A sikertelen merénylet után Belgrádba ment, és 1912-ben önkéntesként vett részt a balkáni háborúban. Az első világháború Szerbiában találta, ahol a szerb hadseregben harcolt. A szaloniki per kapcsán emigrálnia kellett, előbb Franciaországba, majd Svájcba ment, ahol Lausanne-ban végezte szociológiai tanulmányait. Forradalmi tevékenysége miatt a svájci rendőrség Ausztriába száműzte.
Politikai emigránsként és hivatásos forradalmárként száműzetésben élt Bécsben és Párizsban. Bécsben 1920-tól 1926-ig a jugoszláv marxista hallgatók klubjában dolgozott, tagja lett a KPJ-nek és szerkesztette a „La Federation Balcanique” nevű nemzetközi újságot. 1924 vége felé Krleža bécsi tartózkodása alatt találkozott Bastajićtyal, és néhány napra menedéket adott neki, mivel Bastajićot ekkor az osztrák rendőrség üldözte.
A következő években Bastajić a Komintern Hírszerző Osztályának munkatársa, a „kivégzések” specialistája lett  Miután több éven át „piszkos munkát” végzett a sztálini nagy tisztogatás idején, megpróbált ebből az egészből kiszállni. 1938-ban a Tito vezette új pártvezetés hadjáratot indított ellene és más prominens kommunisták (Rajko Jovanović, Mustafa Golubić, Labud Kusovac, stb.) ellen, akiket „kémeknek, provokátoroknak és kettős ügynököknek” tartottak.
1940-ben Bastajić még időben elmenekült az NKVD elől, amely likvidálni akarta. A jugoszláv kormány elnökéhez, egykori iskolatársához, Dragiša Cvetkovićhoz fordult, hogy ha sikerül visszatérnie, engedje vissza az országba. 1940-ben visszatért Jugoszláviába, de folyamatos rendőri felügyelet alatt állt. 1940 októberében meglátogatta egy szintén kegyvesztett régi párttársát, Miroslav Krležát Zágrábban, ahol az egész éjszakát azzal töltötte, hogy részleteket mesélt neki kommunista hóhérként szerzett tapasztalatairól, a sztálinista munkamódszerekről, a titkosrendőrség, és a Kominternen belüli kapcsolatokról és a szörnyű tisztogatásokról.  Krleža azt mondta, hogy „soha életében nem hallott ennél hátborzongatóbb történeteket”. Krležát Bastajić esete csak megerősítette azokban az információban, amelyeket már tudott a sajtóból, de az igazság, amelyet Bastajić elbeszélése során megismert, még szörnyűbb volt, mint amit feltételezett volna.
1940 végén Pavle Bastajić visszatért szülőfalujába, Prkosba, ahonnan közel három évtizedig volt távol. A háború kitörése és az NDH megalakulása után Prkos község számos lakosa mellett Bastajić is segítette a Népi Felszabadító Mozgalmat és az 1941 nyarától kitört korduni felkelést. 1941-ben Bastajićot az usztasák letartóztatták, a jasenovaci táborba vitték és megölték. A Dušan Baić által leírt változat szerint a következőképpen halt meg:
„Azokban a nehéz napokban a régi forradalmár, Pavle Bastajić Pajo is megjelent Prkoson. Összegyűjtötte az embereket, és beszélt nekik az előttünk álló nehézségekről és a közös szervezés szükségességéről. Utasításokat adott, de a nehézségekkel nem tudott egyedül megbirkózni. Az usztasák topuszkában letartóztatták, elvitték és a jasenovaci táborban megölték.”

## Fordítás
Ez a szócikk részben vagy egészben  a   Pavle Bastajić című szerbhorvát Wikipédia-szócikk ezen változatának fordításán alapul.  Az eredeti cikk szerkesztőit annak laptörténete sorolja fel. Ez a jelzés csupán a megfogalmazás eredetét és a szerzői jogokat jelzi, nem szolgál a cikkben szereplő információk forrásmegjelöléseként.